# Sergio Ortone
Sergio Ortone (Napoli, 10 giugno 1952) è un compositore, chitarrista e cantante italiano.

## Biografia
Chitarrista e compositore, intraprende da giovanissimo la carriera di musicista partecipando a vari festival di musica d'avanguardia e leggera, come il festival Be-In organizzato dagli Osanna, dove si presentò con la formazione Oro.
Diventa tournista di professione per Albano Carrisi, Loredana Bertè e Rocky Roberts, compone, insieme a Piero Finà,  la canzone "Amare" che vincerà il Festival di Sanremo 1979, cantata da Mino Vergnaghi.
Attualmente suona in una atipica formazione acustica a due (chitarra e batteria), Rematto, esibendosi nell'area di Novara, insieme a Marco Tamagni, ex batterista dei Funamboli.
| Controllo di autorità | VIAF (EN) 107553352 · BNE (ES) XX4703487 (data) |